# Neoregelia brevifolia
Neoregelia brevifolia är en gräsväxtart som beskrevs av Lyman Bradford Smith och Raulino Reitz. Neoregelia brevifolia ingår i släktet Neoregelia och familjen Bromeliaceae. Inga underarter finns listade i Catalogue of Life.